# Llista de topònims de Vilanova de la Barca
Llista de topònims (noms propis de lloc) del municipi de Vilanova de la Barca, al Segrià
Informació actualitzada per un bot. Els canvis manuals es perdran quan s'actualitzi!

## església
| imatge | Nom                                                   | Ubicat a             | instància de    | Detalls                                                        | coordenades                                                                                     | Protecció                                  | Commons (més fotos)                 | Dades a WD                    |
| ------ | ----------------------------------------------------- | -------------------- | --------------- | -------------------------------------------------------------- | ----------------------------------------------------------------------------------------------- | ------------------------------------------ | ----------------------------------- | ----------------------------- |
|        | Mare de Déu de Montserrat                             | Vilanova de la Barca | església ermita | 1940s                                                          | 41° 41′ 28″ N, 0° 43′ 33″ E / 41.6909837333526°N,0.725945866841277°E                            |                                            |                                     | Modifica les dades a Wikidata |
|        | Santa Maria de Vilanova de la Barca                   | Vilanova de la Barca | església        | Estil: arquitectura romànica arquitectura barroca 15th century | 41° 41′ 21″ N, 0° 43′ 34″ E / 41.6892°N,0.72623°E ca:Plaça Vella, Vilanova de la Barca 193 msnm | bé cultural d'interès local                | Santa Maria de Vilanova de la Barca | Modifica les dades a Wikidata |
|        | l'Assumpció de la Mare de Déu de Vilanova de la Barca | Vilanova de la Barca | església        | Estil: academicisme                                            | 41° 41′ 28″ N, 0° 43′ 43″ E / 41.691107°N,0.728579°E                                            | bé integrant del patrimoni cultural català |                                     | Modifica les dades a Wikidata |

## granja
| imatge | Nom                   | Ubicat a             | instància de | Detalls | coordenades                                                          | Protecció | Commons (més fotos) | Dades a WD                    |
| ------ | --------------------- | -------------------- | ------------ | ------- | -------------------------------------------------------------------- | --------- | ------------------- | ----------------------------- |
|        | Granges Callís        | Vilanova de la Barca | granja       |         | 41° 42′ 28″ N, 0° 44′ 50″ E / 41.707667177241°N,0.747159797127709°E  |           |                     | Modifica les dades a Wikidata |
|        | Granges de la Viona   | Vilanova de la Barca | granja       |         | 41° 40′ 41″ N, 0° 44′ 16″ E / 41.678004597369°N,0.73787013268948°E   |           |                     | Modifica les dades a Wikidata |
|        | Granges del Pepe Luis | Vilanova de la Barca | granja       |         | 41° 40′ 32″ N, 0° 45′ 04″ E / 41.6755943812566°N,0.751234301099318°E |           |                     | Modifica les dades a Wikidata |
|        | Granges del Piulats   | Vilanova de la Barca | granja       |         | 41° 41′ 02″ N, 0° 44′ 42″ E / 41.6839041962363°N,0.745105863937054°E |           |                     | Modifica les dades a Wikidata |
|        | Granges del Robert    | Vilanova de la Barca | granja       |         | 41° 41′ 01″ N, 0° 43′ 14″ E / 41.6836166661535°N,0.720498631606405°E |           |                     | Modifica les dades a Wikidata |
|        | Granges del Sixto     | Vilanova de la Barca | granja       |         | 41° 41′ 50″ N, 0° 44′ 22″ E / 41.6972037003026°N,0.739461883137018°E |           |                     | Modifica les dades a Wikidata |

## masia
| imatge | Nom                       | Ubicat a             | instància de | Detalls | coordenades                                                          | Protecció | Commons (més fotos) | Dades a WD                    |
| ------ | ------------------------- | -------------------- | ------------ | ------- | -------------------------------------------------------------------- | --------- | ------------------- | ----------------------------- |
|        | Torre d'en Girona         | Vilanova de la Barca | masia        |         | 41° 40′ 25″ N, 0° 45′ 26″ E / 41.6736504283553°N,0.757296211772454°E |           |                     | Modifica les dades a Wikidata |
|        | Torres de l'Argelagar     | Vilanova de la Barca | masia        |         | 41° 39′ 33″ N, 0° 43′ 59″ E / 41.6590878504871°N,0.733013693047545°E |           |                     | Modifica les dades a Wikidata |
|        | Xalets del Pla d'en Ramon | Vilanova de la Barca | masia        |         | 41° 40′ 30″ N, 0° 42′ 43″ E / 41.6749163276589°N,0.711880396056116°E |           |                     | Modifica les dades a Wikidata |

## polígon industrial
| imatge | Nom                              | Ubicat a             | instància de       | Detalls | coordenades                                                          | Protecció | Commons (més fotos) | Dades a WD                    |
| ------ | -------------------------------- | -------------------- | ------------------ | ------- | -------------------------------------------------------------------- | --------- | ------------------- | ----------------------------- |
|        | Polígon industrial Eral Sud-oest | Vilanova de la Barca | polígon industrial |         | 41° 42′ 32″ N, 0° 45′ 01″ E / 41.7087747543701°N,0.750366238131421°E |           |                     | Modifica les dades a Wikidata |
|        | Polígon industrial Vilapark      | Vilanova de la Barca | polígon industrial |         | 41° 41′ 47″ N, 0° 44′ 35″ E / 41.6962551653289°N,0.742979943625399°E |           |                     | Modifica les dades a Wikidata |

## Misc
| imatge | Nom                                       | Ubicat a                                                                               | instància de                                   | Detalls                                      | coordenades | Protecció                                  | Commons (més fotos) | Dades a WD                    |
| ------ | ----------------------------------------- | -------------------------------------------------------------------------------------- | ---------------------------------------------- | -------------------------------------------- | --- | ------------------------------------------ | ------------------- | ----------------------------- |
|        | Estació de Vilanova de la Barca           | Vilanova de la Barca                                                                   | estació de ferrocarril                         |                                              | 41° 41′ 14″ N, 0° 43′ 40″ E / 41.687352777778°N,0.7279°E                                                                              |                                            |                     | Modifica les dades a Wikidata |
|        | Nora                                      | Vilanova de la Barca                                                                   | vèrtex geodèsic                                | Alt: 1.2m                                    | 41° 39′ 48″ N, 0° 42′ 05″ E / 41.66334°N,0.701334°E 224.889 msnm                                                                      |                                            |                     | Modifica les dades a Wikidata |
|        | Pont de Vilanova                          | Vilanova de la Barca                                                                   | pont                                           | Travessa: Segre                              | 41° 41′ 28″ N, 0° 43′ 28″ E / 41.690998296362°N,0.724407349660297°E                                                                   |                                            |                     | Modifica les dades a Wikidata |
|        | Segre                                     | Catalunya Pirineus Orientals                                                           | riu curs d'aigua riu aurífer                   | Desemboca: Ebre Llarg: 265km Conca: 22400km² | 42° 24′ 09″ N, 2° 06′ 30″ E / 42.4025°N,2.1084°E 41° 21′ 48″ N, 0° 18′ 16″ E / 41.3633°N,0.3044°E                                     |                                            | Segre River         | Modifica les dades a Wikidata |
|        | Sot del Fuster                            | Vilanova de la Barca Menàrguens Torrelameu                                             | zona humida                                    | Superfície: 16.12ha                          | 41° 42′ 36″ N, 0° 44′ 18″ E / 41.71°N,0.7382°E                                                                                        |                                            |                     | Modifica les dades a Wikidata |
|        | Tossal de la Nora                         | Alcoletge Vilanova de la Barca                                                         | muntanya                                       |                                              | 41° 39′ 48″ N, 0° 42′ 05″ E / 41.6633°N,0.701366°E 224.4 msnm                                                                         |                                            |                     | Modifica les dades a Wikidata |
|        | Vilanova de la Barca                      | Vilanova de la Barca                                                                   | entitat singular de població capital municipal | 1100 hab                                     | 41° 41′ 24″ N, 0° 43′ 43″ E / 41.69005035°N,0.72861026°E 194 msnm                                                                     |                                            |                     | Modifica les dades a Wikidata |
|        | canal de Balaguer                         | Camarasa Balaguer Vallfogona de Balaguer Térmens Vilanova de la Barca Alcoletge Lleida | canal                                          | Desemboca: Segre                             | 41° 50′ 05″ N, 0° 49′ 48″ E / 41.834585°N,0.8300419444444445°E 41° 37′ 18″ N, 0° 38′ 44″ E / 41.62159111111111°N,0.6455288888888888°E |                                            | Canal de Balaguer   | Modifica les dades a Wikidata |
|        | casa consistorial de Vilanova de la Barca | Vilanova de la Barca                                                                   | casa consistorial                              | Estil: academicisme                          | 41° 41′ 29″ N, 0° 43′ 45″ E / 41.691256°N,0.729174°E                                                                                  | bé integrant del patrimoni cultural català |                     | Modifica les dades a Wikidata |
|        | riu Corb                                  | Noguera Segrià Conca de Barberà Pla d'Urgell Urgell província de Lleida                | curs d'aigua                                   | Desemboca: Segre Llarg: 57km                 | 41° 40′ 41″ N, 0° 42′ 45″ E / 41.678°N,0.71242°E 41° 32′ 33″ N, 1° 21′ 21″ E / 41.542506°N,1.355713°E                                 |                                            | Corb River          | Modifica les dades a Wikidata |